# (4606) Saheki
(4606) Saheki est un astéroïde de la ceinture principale.

## Description
(4606) Saheki est un astéroïde de la ceinture principale. Il fut découvert le 27 octobre 1987 à Geisei par Tsutomu Seki. Il présente une orbite caractérisée par un demi-grand axe de 2,25 UA, une excentricité de 0,10 et une inclinaison de 2,6° par rapport à l'écliptique.

## Compléments